# بني أحمد (عبس)

تعديل مصدري - تعديل

بني أحمد هي إحدى قرى عزلة بني عضابي بمديرية عبس التابعة لمحافظة حجة، بلغ تعداد سكانها 641 نسمة حسب تعداد اليمن لعام 2004.